# Leandro Velázquez
Leandro Sebastián Velázquez (Buenos Aires, Argentina, 10 de mayo de 1989) es un futbolista argentino. Juega como mediapunta y su equipo actual es el Johor Darul Takzim FC de Malásia.

## Trayectoria
Debutó en Vélez Sarsfield en el empate 1 a 1 frente a Racing Club el 4 de abril de 2008. Convirtió su primer gol contra Estudiantes de La Plata en el Apertura 2008 y fue parte del plantel campeón del Clausura 2009. En 2010, deja el club de Liniers y se dirige a Rosario para jugar en Newell's Old Boys la temporada 2010/11. A mediados del año siguiente regresó al Fortín. Ya en 2012, fichó por San Martín de San Juan, En el 2016 es fichado por el Deportivo Pasto De Colombia

## Selección nacional
En enero de 2009, Velázquez fue llamado para jugar con la Selección Argentina Sub-20 el Campeonato Sudamericano Sub-20 de 2009 en Venezuela.

## Clubes
| Club                    | País      | Año             |
| ----------------------- | --------- | --------------- |
| Vélez Sarsfield         | Argentina | 2008-2010       |
| Newell's Old Boys       | Argentina | 2010-2011       |
| Vélez Sarsfield         | Argentina | 2011-2012       |
| San Martín              | Argentina | 2012-2013       |
| Vélez Sarsfield         | Argentina | 2013-2014       |
| Independiente Rivadavia | Argentina | 2014-2015       |
| Johor Darul             | Malasia   | 2015            |
| Deportivo Pasto         | Colombia  | 2016            |
| Veracruz                | México    | 2017            |
| Johor Darul             | Malasia   | 2018 - presente |

## Palmarés
| Título               | Club            | País      | Año    |
| -------------------- | --------------- | --------- | ------ |
| Primera División     | Vélez Sarsfield | Argentina | C-2009 |
| Superliga de Malasia | Johor D.T.      | Malasia   | 2015   |
| Superliga de Malasia | Johor D.T.      | Malasia   | 2019   |
| Superliga de Malasia | Johor D.T.      | Malasia   | 2020   |
| Superliga de Malasia | Johor D.T.      | Malasia   | 2021   |
| Superliga de Malasia | Johor D.T.      | Malasia   | 2022   |